# Лема (лингвистика)
Лѐма (на гръцки: λῆμμα или lēmma, със значение „което е взето“, „което се предполага“, през на английски: lemma) е началната, речникова форма на думата. Това е основната форма на думата в лексикографията и езикознанието. В българския език за съществителните и прилагателните това е формата на именителен падеж единствено число, а за глаголите и глаголните форми – формата на инфинитив. Лема е базово понятие в областта на корпусната лингвистика и автоматичната обработка на естествените езици. Процесът на автоматично привеждане на думите от даден текст към леми се нарича лематизация.

## Лемата в корпусната лингвистика
В корпусната лингвистика търсенето по леми дава контексти с отбелязване на всички форми на дадената лексема. Например търсенето по лемата котка дава контексти, съдържащи котка, котката, котките и т.н. Този тип търсене се противопоставя на търсене по форми на думата (word form search): в този случай търсенето по форма на думата котките ще даде контексти, съдържащи именно тази граматическа форма.